# Old Ferolle Island
Old Ferolle Island is een onbewoond eiland van 0,85 km² dat deel uitmaakt van de Canadese provincie Newfoundland en Labrador. Het ligt in de Saint Lawrencebaai aan de noordwestkust Newfoundland.

## Toponymie
Het eiland en de in het oosten eraan grenzende Old Ferolle Harbour werden door Baskische walvisvissers vernoemd naar de Galicische stad Ferrol, alwaar zij overwinterden. De prefix "Old" werd toegevoegd om onderscheid te maken met het iets zuidelijker gelegen schiereiland New Ferolle.

## Geografie
Old Ferolle Island ligt in het noorden slechts 250 meter ten westen van Blue Cove, een kustplaats op het "vasteland" van Newfoundland. Het eiland is 2,6 km lang en vrijwel nergens meer dan 400 meter breed, waardoor het erg langwerpig is. Het ligt parallel aan de kust van Newfoundland en ligt er op geen enkel punt meer dan 700 meter van verwijderd. De smalle zeestraat tussen beide eilanden vormt een natuurlijke haven. Deze natuurlijke haven staat bekend als Old Ferolle Harbour en is de vestigingslocatie van het dorp Plum Point.